# Rogelio Peñalosa Arroyo
Rogelio Peñalosa Arroyo är en ort i Mexiko.   Den ligger i kommunen Mazatán och delstaten Chiapas, i den sydöstra delen av landet, 900 km sydost om huvudstaden Mexico City. Rogelio Peñalosa Arroyo ligger 6 meter över havet och antalet invånare är 193.
Terrängen runt Rogelio Peñalosa Arroyo är mycket platt. Runt Rogelio Peñalosa Arroyo är det ganska glesbefolkat, med 34 invånare per kvadratkilometer. Närmaste större samhälle är Huehuetán, 17,4 km nordost om Rogelio Peñalosa Arroyo. Trakten runt Rogelio Peñalosa Arroyo består till största delen av jordbruksmark.